# 相対的わいせつ概念
相対的わいせつ概念（そうたいてきわいせつがいねん）とは、憲法学および刑法学の学説の一つ。相対的猥褻概念という表記もあるが、常用漢字の関係から、わいせつの部分は平仮名で書かれることが多い。
相対的わいせつ概念は、もともとはドイツで行為無価値論の主唱者ハンス・ヴェルツェルやカール・ビンディングが提唱したものである。間もなく戦前の日本に紹介され、美濃部達吉らによって支持された。その後は一時的に忘れられたものの、1960年代、最高裁判所の裁判官、田中二郎によって再び注目されるようになった。

## 原義・理論内容
相対的わいせつ概念の原義は、「ある文書が猥褻物といえるか否かを判断するにあたっては、その文書がどのような意図をもって作成され、どのような態様で販売されたのかを深く考慮すべきである」というものである。これは、「性器や性行為を詳細に描写した文章や図画は猥褻物であり、そうでないものは猥褻物でない」という従来の見方に対するアンチテーゼである。
相対的わいせつ概念を採用することにより、猥褻物を規制する法令の運用に関して、二つの異なる結論が導かれる。その一つは、「読者・視聴者の性欲を満たすために制作されたのでない文書は、内容に露骨な性的描写が含まれていても猥褻物とならず規制されない」という理論であり、別の一つは、「読者・視聴者の性欲を満たすために制作された文書は、内容の如何を問わず猥褻物として規制される」という理論である。
前者の理論は、本来、妊産婦の下腹部を記述した医学書の発禁を否定するものであったが、現代では性行為についての所感を綴った随筆、恋愛をテーマにした文学作品、女神の裸をかたどった彫像など、学問的・思想的・芸術的に価値の高い作品は、幅広く合法文書の範囲に含めるのが通常である。日本の下級審の判決の中には、性器を戯画化したある置き物について、これを鑑賞しても卑猥さよりは滑稽さを想起させるため、日本の法令が違法と定める猥褻物には該当しないとした例がある。
後者の理論は、客観的に見れば潔癖な文書であっても、執筆者や販売者の卑猥な意図が加われば、その時点で穢れた猥褻物に転化すると考える。相対的わいせつ概念が生まれたばかりの近代のドイツでは、性交シーンの描写に乏しい恋愛小説を煽情的な広告で宣伝した商人に対して有罪宣告が下された例、ある珍しい性嗜好（フェチ）を有する人々のみが入会できる紳士のクラブにて、正常な人間であればとうてい春本とは考えないであろう文書を頒布した人物が摘発された例がある。日本では、チャタレー事件の第一審が、類似の論法を採用して被告人を有罪とした。
現在のドイツでは通説・判例として採用されているが、日本の判例では、悪徳の栄え事件における大法廷判決で明確に否定されている。学界では、文学作品や芸術作品の発表を萎縮させないよう、国家は猥褻物の規制に謙抑的であれという文脈において正当化されることが多い。一方で、猥褻物の概念を本来より拡大する後者の理論に対しては、もともと猥褻物でないものを猥褻物として処罰するのは道理に反するとして、憲法学者の奥平康弘をはじめ、これを非難する声がある。中山研一は、相対的わいせつ概念が一定の範囲で表現の自由の保障に貢献したことは評価しつつも、有害ともいえない文書に猥褻物の汚名を被せる考え方とは訣別すべきだとしている。